# ChiWriter

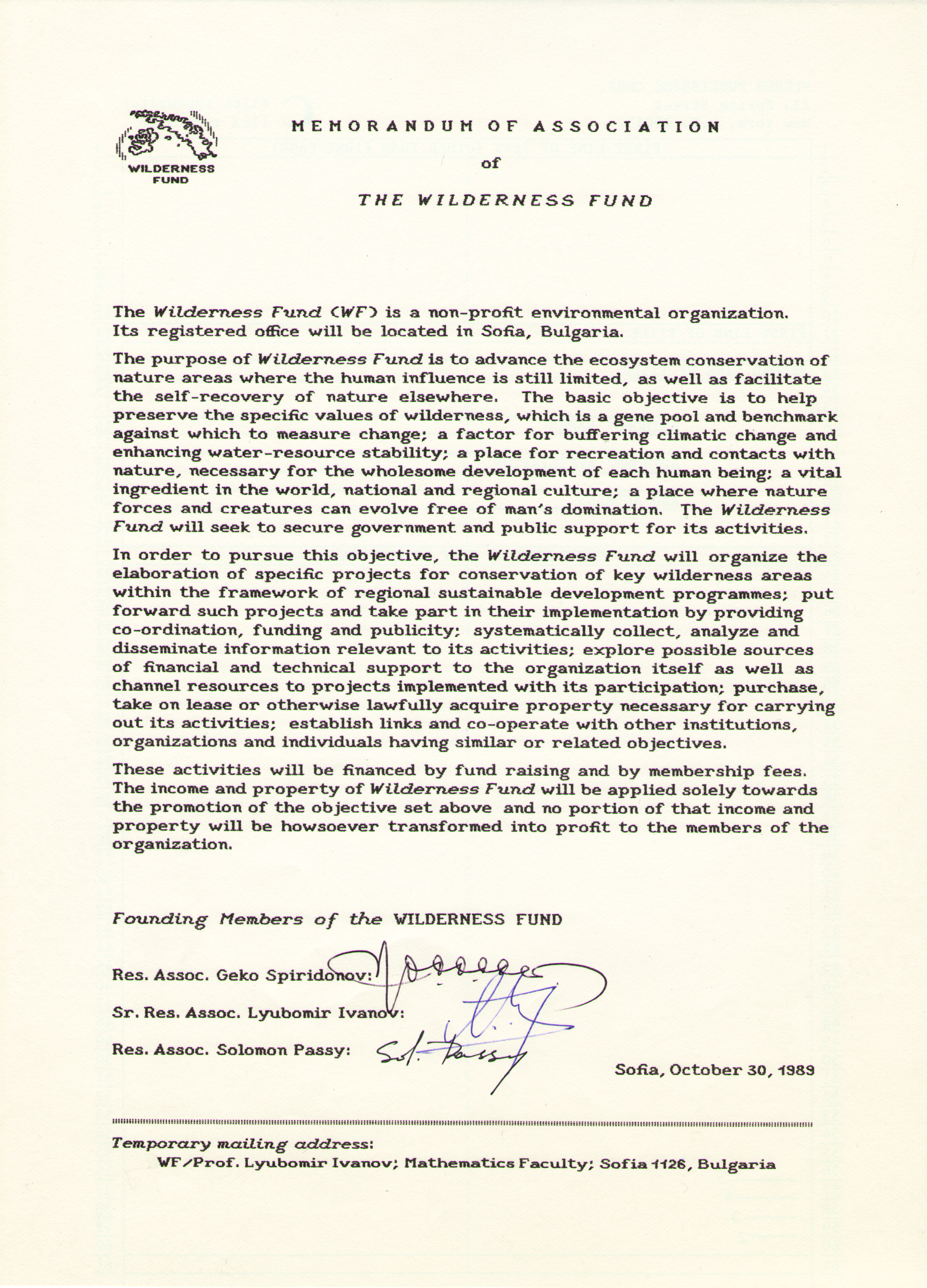
Документ, підготовлений в 1989 році в редакторі ChiWriter з використанням користувацьких шрифтів.

ChiWriter — текстовий редактор для середовища MS-DOS, призначений для набору наукових текстів. ChiWriter написав Кай Хорстманн у 1986 році..

## Особливості
Основні відмінності ChiWriter: підтримка обмеженого режиму WYSIWYG, можливість набору математичних і хімічних формул, шахових діаграм за допомогою спеціальних шрифтів, здатність працювати на комп'ютерах класу IBM PC/XT.
Придатність для набору наукових текстів визначалася тим, що ChiWriter дозволяв додавати до кожного рядка тексту додаткові рядки, що знаходяться нижче або вище на ½ базової висоти рядка. На цих додаткових рядках також міг розташовуватися текст, що дозволяло набирати верхні і нижні індекси, дроби, та складніші математичні формули. Існувала можливість використовувати кілька шрифтів в одному документі (до 20), набирати літери грецького алфавіту, кирилицю, математичні та інші символи. Окремі символи великого розміру (наприклад, символи суми або інтегралів) могли набиратися як комбінація декількох символів.
Редактор шрифтів дозволяв видозмінювати наявні та створювати нові шрифти. Робота з програмою полегшувалась наявністю написаного М. Л. Городецьким переглядача файлів формату ChiWriter для середовища Norton Commander.

## Недоліки редактора
При створенні шрифтів користувач мав можливість задати не тільки накреслення шрифту, але і відповідність його символів розкладці клавіатури. Зважаючи на це часто в різних шрифтах (особливо локалізованих) розкладка букв не відповідала шрифту; зокрема, використовувалося два варіанти російської розкладки: відповідна розкладці друкарської машинки і фонетична («а» російська - «a» латинська і т. д.). В результаті складно було переносити документи з одного комп'ютера на інший.
Крім того, відзначається недостатня якість друку, особливо з використанням вирівнювання тексту по ширині.

## Завершення розробки
Хоча редактор мав певну популярність в науковому середовищі, через те, що був простішим у використанні, ніж TeX, в 1996 році його розробка і поширення були припинені. ChiWriter не витримав конкуренції з новими текстовими редакторами для Microsoft Windows, які використовували векторні шрифти. Версія ChiWriter для Microsoft Windows розроблялася, але так і не вийшла.

## Конвертація
Конвертація документів можлива засобами ChiWriter у чистий текст і PostScript. Існують сторонні програми для конвертації в інші формати (зокрема, в формат Microsoft Word). У режимі якісного друку ChiWriter виводить коди принтера друку графічного образу, які можна переадресувати в файл (стандартне розширення .bin). У час розквіту редактора найчастіше використовувалися коди Epson ESC/P. Утиліта chipbm конвертує підмножину кодів друку ChiWriter в файл Portable anymap (.pbm), який завантажують поліграфічні утиліти. Наприклад, утиліта gimp дозволяє потім зберегти сторінку в Portable Document Format (.pdf). Для формування .bin файлів принтера редактор можна запустити під MS-DOS в VirtualBox.